# De bello Hispaniensi
A De bello Hispaniensi (latinul, jelentése: A hispán háborúról) egy Iulius Caesarnak tulajdonított latin nyelvű történeti mű, amelyet azonban minden bizonnyal nem ő írt. Lehetséges szerzőként Suetonius Aulus Hirtiust nevezte meg. A mű egyetlen könyv 42 fejezetéből áll és Caesarnak az Ibériai-félszigeten folytatott hadjáratáról szól.

## Magyarul
- Caesar utolsó hadjáratai / Az alexandriai háború / Az afrikai háború / A hispániai háború; ford., jegyz., utószó Hoffmann Zsuzsanna; Szukits, Szeged, 1999

## Külső hivatkozások
A mű latin nyelven, online: http://www.thelatinlibrary.com/caesar/hisp.shtml

## Fordítás
- Ez a szócikk részben vagy egészben  a   De Bello Hispaniensi című angol Wikipédia-szócikk ezen változatának fordításán alapul.  Az eredeti cikk szerkesztőit annak laptörténete sorolja fel. Ez a jelzés csupán a megfogalmazás eredetét és a szerzői jogokat jelzi, nem szolgál a cikkben szereplő információk forrásmegjelöléseként.